# Catawba (langue)
Pour les articles homonymes, voir Catawba.
Le catawba est une langue amérindienne de la famille des langues siouanes, anciennement parlée dans la région de Rock Hill en Caroline du Sud par la tribu des Catawbas. La langue s'est éteinte en 1959 avec le décès de Samuel Taylor Blue, son dernier locuteur, mais des efforts de revitalisation linguistique sont aujourd'hui en cours.
Le catawba est assez distant des autres langues siouanes, dont il forme avec le woccon (éteint au XVIIIe siècle) la branche catawbane.